# O Pequeno Mago
O Pequeno Mago foi um espetáculo teatral produzido pelo Teatro Popular do SESI. Permaneceu em cartaz por mais de dois anos, com sete sessões semanais. Criação e produção do Grupo XPTO,  foi dirigido por Osvaldo Gabrielli, com trilha sonora e sonoplastia de Beto Firmino.
O espetáculo recebeu quatro prêmios do Troféu APCA na categoria teatro infantil.

## Elenco
- Eber Mingardi
- Carlos Fariello
- Annie Welter
- Grace Gianoukas
- Wanderley Piras
- Roberto de Camargo
- Sidney Caria